# Pentagonia
Pentagonia  es un género con 49 especies de plantas con flores perteneciente a la familia de las rubiáceas. 
Es nativo del centro y sur de América tropical.

## Especies seleccionadas
- Pentagonia alba Dwyer (1980).
- Pentagonia amazonica (Ducke) L.Andersson & Rova (2004).
- Pentagonia angustifolia C.M.Taylor (2002).
- Pentagonia bocataurensis Dwyer (1980).
- Pentagonia rubiflora